# غوله
غولة  (بالإنجليزية: Gulha)‏ هو طبق مالديفي، يتكون من كرات صغيرة من العجينة المحشوة بمزيج من التونة، والبصل المفروم، وجوز الهند المبشور، وعصير الليمون والفلفل الحار. يضاف الكركم، والزنجبيل وأوراق الكاري المفرومة إلى الخليط اختياريًا، ثم يُقلى في الزيت العميق.
تُصنع الغوله من عجينة دقيق القمح أو الأرز، حيث تكون غوله الأرز أصغر وأصلب وأكثر قرمشة. تُؤكل تقليديًا مع الشاي المُحلى وأحيانًا مع وجبات خفيفة أخرى.